# Copa del Rey de hockey patines 2015
La Copa del Rey de hockey patines 2015 fue la septuagésima segunda edición de la Copa del Rey de este deporte. La sede única fue Blanes y los encuentros se disputaron en la Ciudad Deportiva de Blanes.
Se disputó entre los 8 mejores equipos de la OK Liga 2014-15 en la primera vuelta de la liga, según el sorteo efectuado el 2 de febrero de 2015.
Los partidos se jugaron entre el 26 de febrero y el 1 de marzo de 2015.
El campeón de esta edición fue el CP Vic, que consiguió su cuarto título de copa.

## Equipos participantes
- Club d'Esports Vendrell
- FC Barcelona
- Reus Deportiu
- HC Liceo
- Clube Patín Cerceda
- Enrile PAS Alcoy
- CP Vic
- C.P. Voltregà

## Resultados
|  | Cuartos de final | Cuartos de final |               |              | Semifinales   | Semifinales   |  |        | Final      | Final      |  |
|  | 26-27 de febrero | 26-27 de febrero |               |              | 28 de febrero | 28 de febrero |  |        | 1 de marzo | 1 de marzo |  |
|  |                  |                  |               |              |               |               |  |        |            |            |  |
|  |                  |                  |               |              |               |               |  |        |            |            |  |
|  | HC Liceo         | 8                |               |              |               |               |  |        |            |            |  |
|  | HC Liceo         | 8                |               |              |               |               |  |        |            |            |  |
|  | CP Cerceda       | 1                |               |              |               |               |  |        |            |            |  |
|  | CP Cerceda       | 1                |               | HC Liceo     | 1             |               |  |        |            |            |  |
|  |                  |                  |               | HC Liceo     | 1             |               |  |        |            |            |  |
|  |                  |                  | CP Vic        | 2            |               |               |  |        |            |            |  |
|  | CP Vic           | 6                | CP Vic        | 2            |               |               |  |        |            |            |  |
|  | CP Vic           | 6                |               |              |               |               |  |        |            |            |  |
|  | C.E. Vendrell    | 3                |               |              |               |               |  |        |            |            |  |
|  | C.E. Vendrell    | 3                |               |              |               |               |  | CP Vic | 2          |            |  |
|  |                  |                  |               |              |               |               |  | CP Vic | 2          |            |  |
|  |                  |                  | FC Barcelona  | 1            |               |               |  |        |            |            |  |
|  | FC Barcelona     | 3                | FC Barcelona  | 1            |               |               |  |        |            |            |  |
|  | FC Barcelona     | 3                |               |              |               |               |  |        |            |            |  |
|  | Enrile PAS Alcoy | 2                |               |              |               |               |  |        |            |            |  |
|  | Enrile PAS Alcoy | 2                |               | FC Barcelona | 4             |               |  |        |            |            |  |
|  |                  |                  |               | FC Barcelona | 4             |               |  |        |            |            |  |
|  |                  |                  | C.P. Voltregà | 3            |               |               |  |        |            |            |  |
|  | Reus Deportiu    | 2                | C.P. Voltregà | 3            |               |               |  |        |            |            |  |
|  | Reus Deportiu    | 2                |               |              |               |               |  |        |            |            |  |
|  | C.P. Voltregà    | 4                |               |              |               |               |  |        |            |            |  |
|  | C.P. Voltregà    | 4                |               |              |               |               |  |        |            |            |  |
|  |                  |                  |               |              |               |               |  |        |            |            |  |

## Final
| Fecha                                          | Hora  | Partido | Partido | Partido      |
| ---------------------------------------------- | ----- | ------- | ------- | ------------ |
| 1 de marzo                                     | 15:00 | CP Vic  | 2-1     | FC Barcelona |
| Pabellón: Ciutat Esportiva de Blanes, (Blanes) |       |         |         |              |